# James Hardy (remer)
James Hardy   (San Francisco, 15 de gener de 1923 - Princeville, 20 de setembre de 1986) fou un remer estatunidenc que va competir durant la dècada de 1940.
El 1948 va prendre part en els Jocs Olímpics de Londres, on guanyà la medalla d'or en la prova del vuit amb timoner del programa de rem.